# Oschietzko

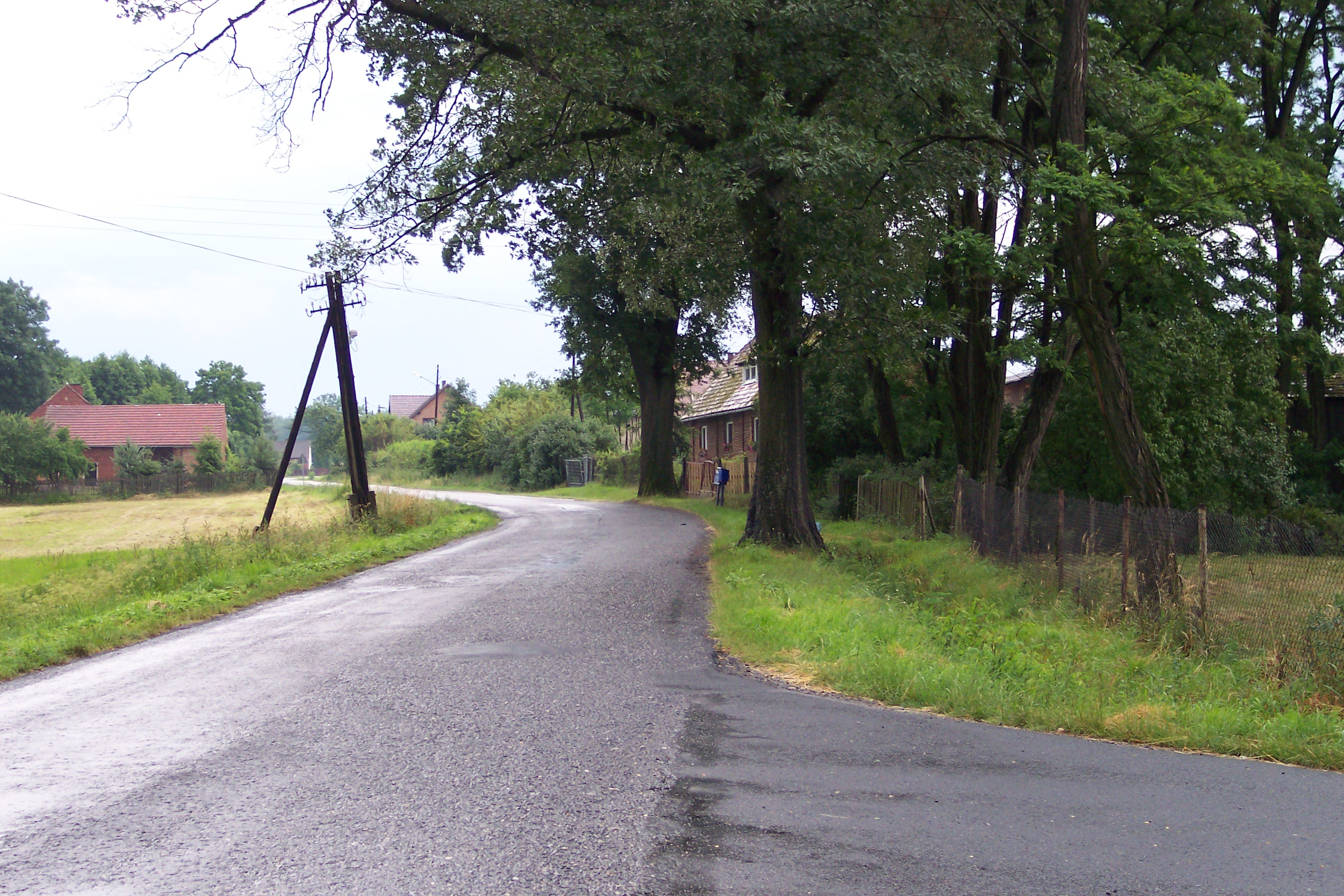
Ortsbild

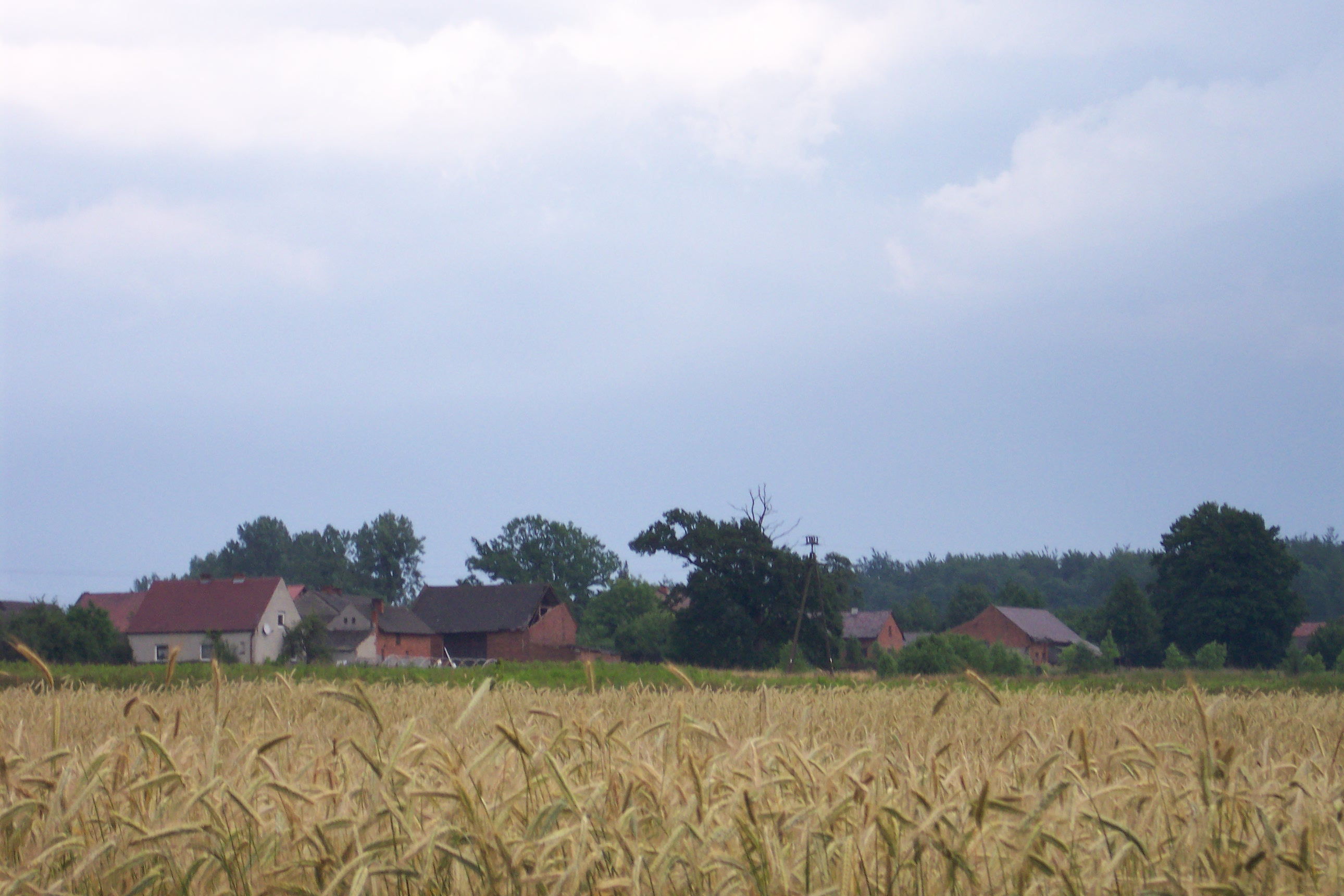
Blick auf Oschietzko

Oschietzko (polnisch: Osiecko) ist eine Ortschaft in Oberschlesien. Oschietzko liegt in der Landgemeinde Zembowitz (Zębowice) im Powiat Oleski (Kreis Rosenberg O.S.) in der polnischen Woiwodschaft Oppeln.

## Geografie

### Geografische Lage
Oschietzko liegt vier Kilometer nordöstlich vom Gemeindesitz Zembowitz, elf Kilometer südlich von der Kreisstadt Olesno (Rosenberg O.S.) und 35 Kilometer östlich von der Woiwodschaftshauptstadt Opole.

### Nachbarorte
Nachbarorte von Oschietzko sind im Süden Poscholkau (Poczołków) und Frei Kadlub (Kadłub Wolny) und im Südwesten Schiedlisk (Siedliska) und Pruskau (Prusków).

## Geschichte
1783 hatte der Ort, der damals Osßiezko geschrieben wurde und dem Herrn von Ziemietzky gehörte, ein herrschaftliches Vorwerk, vier Bauern, acht Gärtner und 119 Einwohner. 1865 war der Ort nach Zembowitz eingepfarrt und nach Frei Kadlub eingeschult.
Bei der Volksabstimmung in Oberschlesien am 20. März 1921 stimmten 65 Wahlberechtigte für einen Verbleib bei Deutschland und 54 für die Zugehörigkeit zu Polen. Oschietzko verblieb beim Deutschen Reich. 1925 hatte der Ort 208 Einwohner. 1933 lebten im Ort 152 Einwohner. Am 27. April 1936 wurde der Ort in Lichtenrode umbenannt. Am 1. April 1939 wurde Lichtenrode nach Freihöfen eingemeindet. Bis 1945 befand sich der Ort im Landkreis Rosenberg O.S.
1945 kam der bisher deutsche Ort unter polnische Verwaltung und wurde der Woiwodschaft Schlesien angeschlossen und in Osiecko umbenannt. 1950 kam der Ort zur Woiwodschaft Oppeln und seit 1999 gehört er zum wiedergegründeten Powiat Oleski. Am 23. Oktober 2007 wurde in der Gemeinde Zembowitz, der Oschietzko angehört, Deutsch als zweite Amtssprache eingeführt. Am 19. November 2008 erhielt der Ort zusätzlich den amtlichen deutschen Ortsnamen Oschietzko.